# Benthullen (Meteorit)
Koordinaten: 53° 3′ 0″ N, 8° 6′ 0″ O
Der Meteorit Benthullen ist der zweitgrößte Steinmeteorit, der bisher in Deutschland gefunden wurde.

## Klassifikation
Er ist ein 4,56 Milliarden Jahre alter Chondrit der Klasse L6 mit einer Masse von 17,25 kg, der in Benthullen in der Gemeinde Wardenburg im Oldenburger Land in Niedersachsen gefunden wurde. Obwohl der Meteorit feinverteiltes Eisen enthält, das in unseren Klimazonen bereits nach sehr kurzer Zeit „rostet“ und einen Meteoriten relativ schnell zerfallen lässt, ist dieser unverwittert und hat teilweise auch noch eine Schmelzkruste von seinem Durchflug durch die Atmosphäre. Das ist darauf zurückzuführen, dass er an seinem Fundpunkt am Boden eines Hochmoores vor einer Oxidation seiner metallischen Komponenten geschützt war. Argon-Untersuchungen ergaben, dass sich Benthullen weniger als 120 Jahre auf der Erde befindet.
Der Meteorit Benthullen ist nicht identisch mit dem Meteorit Oldenburg, der am 10. September 1930 in mindestens zwei großen Fragmenten ca. 20 km südlich von Oldenburg (Oldb) bei den Dörfern Bissel (Gemeinde Großenkneten) und Beverbruch (Gemeinde Garrel) niederging.

## Herkunft

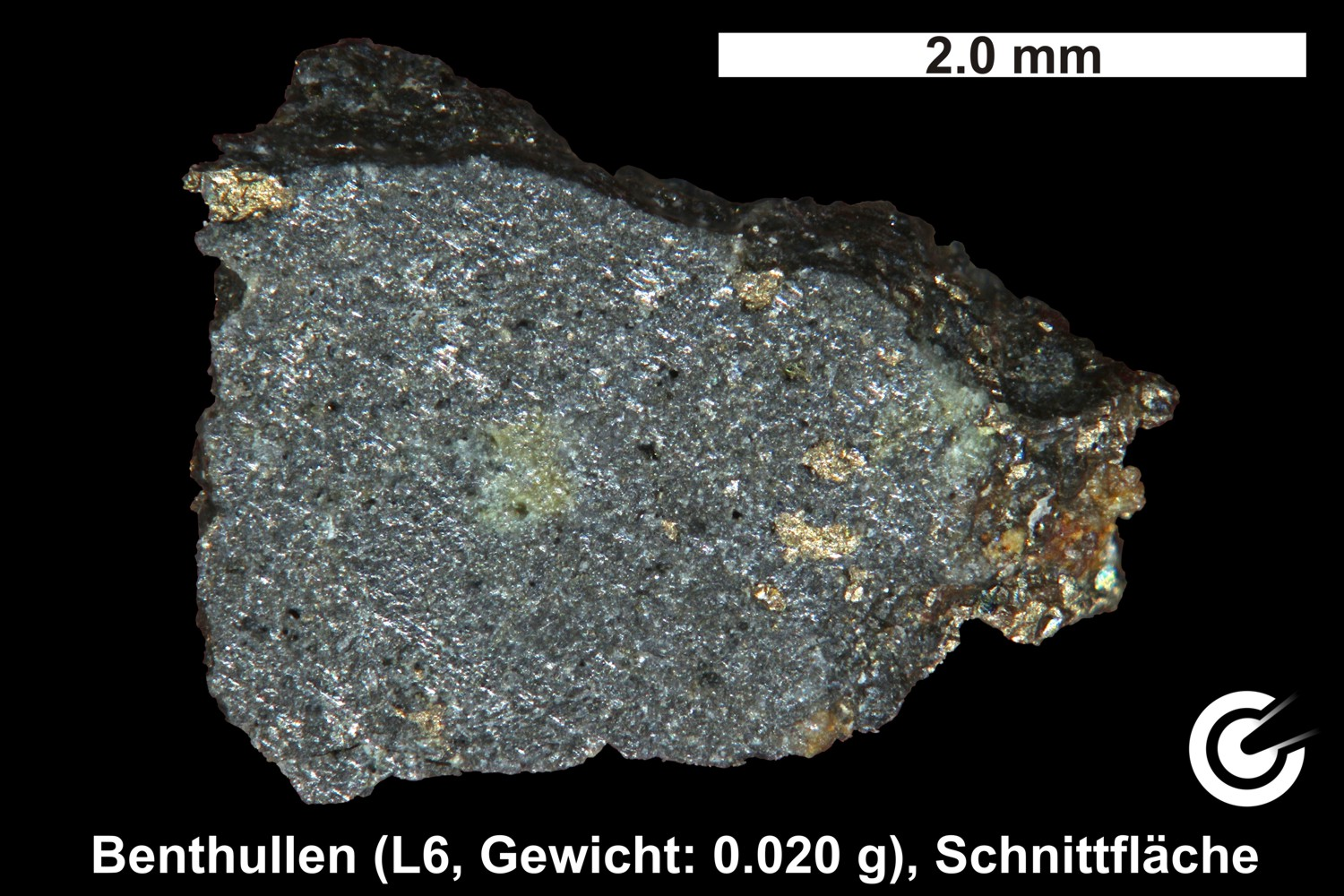
Fragment aus dem dunklen Bereich des Meteoriten Benthullen (Detailansicht)

Wie alle L-Chondrite stammt er vermutlich vom Asteroiden Eros als dieser vor vielleicht Millionen Jahren mit einem anderen Asteroiden kollidierte und Bruchstücke den Asteroidengürtel auf einer exzentrischen Bahn verließen, irgendwann die Erdbahn kreuzten und als Meteoriten abstürzten. Die Reflexionsspektren dieses Asteroiden stimmen ziemlich genau mit denen der L- und der LL-Chondrite überein.
Wichtige Objekte gelangen selten per Zufall in ein Museum, und so führten die ersten Schritte, die letztlich den Meteoriten in das damalige Staatliche Museum für Naturkunde und Vorgeschichte in Oldenburg brachten, auch aus dem Museum heraus: Der Geologe und damalige Direktor Wolfgang Hartung unternahm zahlreiche Geländebesichtigungen, die mit der Erforschung der nordwestlichen Landschaft Niedersachsens in Verbindung standen.
Bei einer dieser Exkursionen traf Hartung in Benthullen auf einen Benthullener, der ihm von einem Stein berichtete, den sein Nachbar gefunden habe. Dieser sei groß und schwer und nicht zu zerschlagen gewesen.
Hartung erwähnt in seinem Zeitungsbericht in der Nordwest-Zeitung vom 4. Juni 1949, dass der Landwirt beim Torfstechen durch eine Spur aufmerksam wurde, die die Schichten des Moores vollständig durchdrungen hatte. Hartung schreibt: „Ich hatte sofort Verdacht auf einen Meteor, begab mich sogleich zu dem Landwirt, und es gelang, den eigenartigen Stein, der schon vor einem Jahr gefunden und inzwischen auf einen Steinhaufen am Hause abgeworfen war, zu entdecken“. Der erfahrene Geologe erkannte dann auch gleich die außerirdische Herkunft des Steines, dessen Größe er mit 26 × 19 × 13 cm und einem Gewicht von 17,25 kg angab. Als Datum seiner Feststellung nennt Hartung in einem Brief aus dem Jahr 1986 „an einem der letzten Mai-Tage 1949“. Damit ist das Datum der Identifikation relativ klar umrissen, ganz im Gegensatz zum Zeitpunkt der Auffindung des Himmelskörpers an seiner irdischen Landestation. Die Angaben schwanken zwischen 1944 und 1948 bei den verschiedenen Befragten.
Mit 17,25 kg ist er der zweitgrößte Steinmeteorit Deutschlands.